# André Becquet
André Henri Émile Antoine Joseph Marie Becquet (Elsene, 19 februari 1893 - Vorst, 31 augustus 1975) was een Belgisch hockeyer.

## Levensloop
Becquet was actief bij Brussels HC. Hij werd met die club in 1920 landskampioen. Daarnaast maakte hij deel uit van het Belgisch hockeyteam dat brons behaalde op de Olympische Zomerspelen van 1920 te Antwerpen.
Vanaf het seizoen 1920-1921 kwam Becquet uit voor Léopold Club. Ook met die club werd hij landskampioen.
. 